# Квакернак, Вальтер
Вальтер Конрад Квакернак (нем. Walter Konrad Quakernack; 9 июля 1907, Зенне, Билефельд, Германская империя — 11 октября 1946, Хамельн) — обершарфюрер СС, военный преступник, сотрудник политического отдела концлагеря Освенцим. После окончания Второй мировой войны на втором Бельзенском процессе был приговорён к смертной казни и казнён.

## Биография
Вальтер Квакернак родился 9 июля 1907 года. 1 августа 1931 года вступил в НСДАП (билет № 616135), а в 1933 году — в СС (№ 125266). В июне 1940 года поступил на службу в концлагерь Освенцим. Квакернак служил в политическом отделе (лагерное гестапо). Кроме того, был начальником крематория в главном лагере и 3 сентября 1941 года участвовал в первом уничтожении 600 советских военнопленных и 250 поляков в газовой камере в блоке 11. Квакернак расстреливал заключенных у чёрной стенки и в здании старого крематория. 1 сентября 1942 года ему было присвоено звание обершарфюрера СС. 15 сентября 1943 года получил Крест «За военные заслуги» 2-го класса с мечами. В октябре 1943 года произошёл инцидент: польская балерина Франческа Манн выхватила оружие у Квакернака, застрелила одного эсэсовца и ранила другого.
В апреле 1944 года стал руководителем филиала Лаурахютте, принадлежащему лагерю Аушвиц III Моновиц. В январе 1945 года лагерь был расформирован, а заключённые отправлены в филиал концлагеря Нойенгамме Ганновер-Мюленберг. Там заключенные должны были заниматься производством зенитных орудий на заводе Hanomag для компании Rheinmetall-Borsig AG. После эвакуации лагеря 6 апреля 1945 года заключенные под руководством Квакернака маршем смерти 8 апреля прибыли в концлагерь Берген-Бельзен, который был освобождён 15 апреля 1945 года.
30 мая 1946 года британским военным трибуналом в Целле на втором Бельзенском процессе был приговорён к смертной казни за преступления, совершенные в Освенциме и Берген-Бельзене. 11 октября 1946 года приговор был приведён в исполнение в тюрьме Хамельна палачом Альбертом Пирпойнтом.